# 大沢辰美
大沢 辰美（おおさわ たつみ、女性、1940年9月20日 - ）は日本の政治家。日本共産党参議院議員を1期務めた。日本共産党中央委員会委員、災害対策部会長。

## 来歴
兵庫県朝来郡朝来町（現朝来市）出身。兵庫県立有馬高等学校を経て、1962年岡山県川崎高等看護学院卒業。
国立療養所兵庫中央病院に13年間勤務した後、1972年より兵庫県三田市議を5期20年務める。1998年の第18回参議院議員通常選挙で兵庫県選挙区（定数2議席）から出馬し初当選を果たす。国政選挙挑戦4度目、兵庫の共産候補としては過去最多得票（582,244票）での当選であった。
しかし2004年の第20回参議院議員選挙に再選を期して同選挙区から出馬するも次点で落選。参議院議員在職中は国土交通委員会委員、災害対策特別委員会委員を歴任した。

## 政策
- 選択的夫婦別姓制度導入に賛成。2000年には、大沢ら超党派女性国会議員50名が、夫婦別姓選択制を求めて当時の森総理に申し入れを行った。申し入れでは、「とくに若い世代では、夫婦別姓選択制を望む声が高まっています。政府には、世論を喚起するなど、夫婦別姓選択制を導入するための努力を望む」としている[4]。